# Ротативка
Ротативката (ротативна машина или разговорно – слот машина) е машина, използвана широко в хазартните игри. Днес почти не се срещат казина, които да не предлагат този вид забавление. Характеризират се с три или повече макари, на които са изобразени по няколко различни картинки. При игра се завъртат и в съотвествие с получената комбинация се генерира печалба. Ако не се е паднала комбинация, сумата бива изгубена.
В днешно време механичните ротативки са заменени с електронни такива.

## История
През 1891 г. Sittman and Pitt от Бруклин, Ню Йорк, създава хазартна машина, която е предшественик на модерния слот автомат. Играчите вмъкват никел и дърпат лост, за да завъртят барабаните, като се надяват на добра покер ръка. Нямало директен механизъм за изплащане, така че наградите зависели от заведението.
Между 1887 и 1895 г. Чарлз Фей от Сан Франциско създава по-прост автоматичен механизъм с три въртящи се барабана и пет символа: подкови, диаманти, пики, сърца и звънецът Liberty Bell. Три камбани в редица давали най-голямата печалба от десет никела.
През 1907 г. производителят Хърбърт Милс произвежда копие на машината Liberty Bell, а до 1908 г. такива машини били инсталирани в магазини за пури, бордеи и бръснарници.
През 1963 г. Bally разработва първия напълно електромеханичен слот автомат Money Honey, който може автоматично да изплаща до 500 монети без помощта на обслужващ персонал.

## Технология

### Машини за видеоигри
При видеослот машините не се използват механични барабани, а графични барабани на компютърен дисплей. Тъй като няма механични ограничения за конструкцията на слот машините, игрите често използват минимум пет барабана и могат да използват нестандартни подредби. Това значително разширява броя на възможностите: на един барабан на машина може да има 50 или повече символа, което дава шанс до 300 милиона към 1.

### Барабани
В миналото всички слот машини са използвали въртящи се механични барабани за показване и определяне на резултатите. Въпреки че оригиналната слот машина е с пет барабана, по-простите и надеждни машини с три барабана бързо се превръщат в стандарт.
Проблемът с машините с три барабана е, че броят на комбинациите е само кубичен – в оригиналната слот машина с три физически барабана и 10 символа на всеки барабан има само 103 = 1000 възможни комбинации. Това ограничава възможността на производителя да предлага големи джакпоти, тъй като вероятността дори за най-редкия случай е 0,1%.

### Генератори на случайни числа
Всички съвременни автомати са проектирани с помощта на генератори на псевдослучайни числа (PRNGS), които непрекъснато генерират поредица от симулирани случайни числа със скорост стотици или може би хиляди в секунда. Веднага щом се натисне бутонът Play, за определяне на резултата се използва най-новото случайно число. Това означава, че резултатът се променя в зависимост от това кога точно е стартирана играта. Частица от секундата по-рано или по-късно и резултатът ще бъде различен.